# Escuadrones de la muerte (El Salvador)
Los escuadrones de la muerte fueron grupos paramilitares de extrema derecha conformados por militares, policías sin uniforme y civiles que ejecutaron acciones en contra de opositores políticos o sospechosos de ser opositores al gobierno y al sistema político vigente en El Salvador durante la guerra civil salvadoreña.

## Historia
Las investigaciones sobre las actividades de los Escuadrones de la Muerte hacen pensar que estas estructuras clandestinas comenzaron como apéndices de los servicios de inteligencia de los cuerpos de seguridad y la Fuerza Armada, Para los años 80 el fallecido ex-mayor de la Fuerza Amada y fundador del partido político ARENA, Roberto D'Aubuisson,  fue acusado de liderar las actividad de estos grupos desde su puesto como director de ANSESAL (Agencia Nacional de Seguridad Salvadoreña). Las actividades de estos grupos se iniciaron a fines de la década de los setenta y su acción se generalizó durante la guerra civil de ese país centroamericano en la década de los ochenta y principios de los noventa (1980-1992), cuando finalizó el conflicto militar con unos acuerdos de paz.

## Formas de ejecución
La aplicación del método de grupos clandestinos, supuestamente alejados del gobierno y de las fuerzas militares del estado, para no tomar responsabilidad alguna sobre sus acciones, se desarrolló a partir de la estrategia de Estados Unidos para derrotar al movimiento social que era la base de la lucha de la guerrilla en tal período. 
Cada unidad militar del ejército y de la policía tenía bajo su cargo al menos un escuadrón que tomaba información de los organismos militares y ejecutaba acciones de asesinato, secuestro, extorsión, amenazas y todo tipo de delitos en contra de personas registradas como guerrilleros, sospechosos de apoyar la lucha contra el gobierno o simplemente denunciadas como tales por terceros interesados en causarles daños. 
Finalmente cada jefe militar autorizaba la existencia de otros escuadrones de la muerte en su jurisdicción, a cargo de civiles con poder económico que asumían por completo su funcionamiento y existencia, siempre en coordinación con las fuerzas militares del territorio bajo control.
Estos grupos "dormían de día y trabajaban de noche" desplazándose en su territorio sin mayor interferencia de las unidades militares o policiales que custodiaban el terreno, pues eran reconocidos como necesarios para hacer ese tipo de trabajo sucio de la guerra civil, a favor del gobierno sus fuerzas militares y de los grupos sociales ínfimos que se beneficiaban de su existencia y funcionamiento.
En palabras de la época del conflicto se trataba de "quitarle el agua al pez" como expresión que significaba quitarle base social a la guerrilla o a cualquier forma de oposición al gobierno y a sus fuerzas, por medio del terror y de acciones terroristas contra la población en general.
El resultado de todo ello fue una enorme cantidad de asesinatos de opositores o sospechosos de serlo, sin identidad de sus autores o sin que persona alguna fuera llevada a juicio por los mismos. 
Se calcula que de esta forma fueron asesinados la mayoría de civiles víctimas de la época del conflicto, que significó unos 75.000 muertos en total. El arzobispo de San Salvador, Óscar Romero se contabiliza como una de sus víctimas.
Se sospecha que algunos miembros de escuadrones de la muerte, eran financiados o sostenidos por contribuciones directas de personas con poder económico que los miraban como su protección personal en contra de sus opositores. Las contribuciones eran económicas, facilidades de transporte, infraestructura, coordinación con otros grupos similares y en general, de la protección e impunidad que les era necesaria para su actuación. 
Si bien los escuadrones de la muerte iniciaron sus acciones en términos de ejecución de una política de contrainsurgencia, teniendo como blanco de sus acciones a sectores populares, rápidamente derivaron hacia una serie de acciones de delincuencia pura y llegando inclusive a secuestrar a empresarios del país, exigiendo rescate para liberarlos.
Estas acciones fueron el inicio del desmantelamiento, restricciones o mayor control de los escuadrones de la muerte, pues se habían vuelto un peligro contra sus eventuales financieros de manera directa y ponían en riesgo a aquellos protegidos por el gobierno y sus fuerzas en combate.

## Paramilitarismo en El Salvador
La historia del Paramilitarismo comprende esta práctica en dicha parte de la Historia de El Salvador que comprende desde comienzos del siglo XX en muchos gobiernos tanto civiles como militares han recurrido a esta práctica mucho antes de la guerra civil, en contextos políticos y sociales que dan a esclarecer las funciones de estos grupos ha ser creados por El Estado Salvadoreño de manera oficial o de manera clandestina sin ninguna autorización política o del estado, en El Salvador han existido muchos tipos de grupos armados desde militares, policías hasta civiles como las patrullas cantonales, la liga roja, ORDEN y otros escuadrones de la muerte mencionados en el país, en la actualidad durante a principios del siglo XXI han procedido a crear de manera irregular a maras y pandillas ha actuar de manera a grupo paramilitar debido a negociaciones y financiamiento político a través de treguas, tretas y acuerdos con estos grupos criminales han llevado a la evolución de ellos, a operar más clandestinamente y desafiando al estado debido al uso de armas de guerra para cometer sus ilícitos, como extorsiones asesinatos entre otros delitos.

### Grupos de Exterminio dentro de la Policía Nacional Civil y Fuerza Armada
Si bien las tácticas paramilitares no solo se han dado en pandillas también entre miembros de la Policía Nacional Civil y Fuerza Armada han existido grupos de exterminio que han operado de manera clandestina entre los años 2014 a 2021 muchos grupos de exterminio han sido desarticulados y sus miembros encarcelados con condenas de hasta 200 años de prisión por operar bajo la clandestinidad si bien el objetivo de estos grupos de exterminio es la función de eliminar a miembros de pandillas, de hecho entre 2014 y 2015 que fueron los años más cruentos en la violencia salvadoreña se dio el fenómeno de que pandilleros aparecían asesinados en cantones rurales del país, los cuales se esclarecen de que estos grupos pudieron estar vinculados a dichos asesinatos, también se han dado casos de gente inocente siendo confundidos con maras y pandillas llevando a ejecuciones extrajudiciales en la actualidad la Sombra Negra es el único escuadrón de la muerte que sigue operando bajo la clandestinidad.

### Paz o Muerte
Varios nombres de estos grupos de exterminio en la actualidad son poco conocidos, pero quizá el que más preocupación causó a la Policía Nacional Civil fue "PAZ O MUERTE" operando desde los años 2018 a 2021, que estaría vinculado en la muerte de al menos 71 personas de acuerdo a investigaciones este grupo opero en la zona oriental del país en los municipios de El Tránsito y San Rafael Oriente, del departamento de San Miguel, y Usulután, Concepción Batres, Ereguayquín, Jiquilisco y Santa Elena, del departamento de Usulután, el objetivo de este grupo era exterminar pandilleros, pero se dio el caso de usurpaciones y hurtos en algunas viviendas en sectores rurales, y aterrorizar a la gente, eliminaban a un miembro de la familia quienes señalaban de pertenecer a pandillas.
Uno de los casos fue el de Jared Baltsasar Argüello García, ingeniero electricista de profesión y Pedro Antonio Portillo Campos, un profesor de un cantón de la localidad de San Miguel. ambos casos, los paramilitares robaron armas, teléfonos celulares de alta gama, joyas de oro y otras prendas de valor que luego vendían y se repartían entre los miembros del grupo paramilitar además de comprar municiones y alquilar el transporte en que llegaban a las casas de las víctimas, los líderes de esa agrupación criminal eran en su mayoría policías, el líder principal de la banda es identificado como Wílber Jhon Basurto Cruz, asignado a la Unidad Táctica Especializada Policial (UTEP), también conocida como Jaguares uno de los grupos de elite de la Policía Nacional Civil
Otro de sus líderes fue también un policía cuyo nombre es Agustín de Jesús Rivas López contra quien está programada la audiencia para el presente año según las investigaciones, en el grupo hay más policías involucrados, uno de ellos estuvo destacado en el puesto de El Espino, otro en Concepción Batres y otro de la Sección Táctica Operativa (STO), otro de los grupos de elite de la Policía Nacional Civil, así como un militar de alta en la Sexta Brigada de Infantería, con sede en el departamento de Usulután actualmente los policías involucrados abandonaron la corporación policial y se exiliaron del país cuando supieron su respectiva investigación que se encuentra en proceso.
Avilene Argueta

### Asesinatos Vinculados a Paz o Muerte
Gerardo Polío Rivera, alias Colmillo, miembro de este grupo de exterminio informó al grupo paramilitar "Paz o Muerte", que en el caserío Valle de La Jícama, del cantón Rodeo de Pedrón, municipio de San Rafael Oriente, departamento de San Miguel, había un hombre que colaboraba con una pandilla local, que lo tenía vigilado y que era un objetivo para cometer hurtos en su propiedad.
Pedro Antonio Portillo Campos quien, en enero de 2020 cuando fue su asesinato tenía 44 años de edad era profesor de la localidad según su familia, estaba satisfecho porque aunque se había graduado en 1999 fue hasta el 2019 que obtuvo su respectiva plaza en el centro escolar del cantón Candelaria, municipio de San Jorge de San Miguel, cuando no estaba preparando sus clases o en las aulas, Pedro estaba en sus cultivos era uno de los cultivadores de jícama en el lugar donde vivía, una vez que se dieron todas las coordenadas sobre el objetivo, se organizó el “operativo” en el que participaron 13 hombres, incluyendo a Polío Rivera como guía y un policía, que asesino a un electricista, uno de los crímenes ocurrió el 3 de enero de 2021, en el departamento de Usulután Agustín de Jesús Rivas López un policía que colaboraba con este grupo en la actualidad enfrenta una audiencia de vista pública o juicio en un juzgado de sentencia de San Miguel, por su posible participación en el homicidio de Jared Baltasar Argüello García, quien era un ingeniero electricista de profesión, empleado de una empresa distribuidora de energía eléctrica y secretario general del Sindicato de la Industria Eléctrica de El Salvador, el ex policía también participó en el homicidio contra de Portillo Campos, según investigaciones de la Policía Nacional Civil (PNC) y Fiscalía General de la República (FGR), El Primer homicidio ocurrió el día 3 de enero de 2021, en el caserío Los Torres, cantón Obrajuelo, del departamento de Usulután, un grupo de más de diez paramilitares irrumpieron en las casa de Baltasar Arguello con la excusa de una orden de cateo pero el verdadero objetivo era buscar a Argüello García, Jared estaba en su vivienda junto a su esposa y sus dos hijos fue el primero que se encontró frente a frente con quienes lo asesinarían minutos después en el inmueble había unos diez hombres armados con fusiles, AK-47, M-16 y pistolas, con vestimentas policiales y militares otros vestían como civiles algunos con los rostros con gorros navarone y otros solo con una gorra de color oscuro, los paramilitares preguntaría si ellos tenían armas ilegales a lo cual los familiares respondieron que si poseían armas pero con respectivos documentos familiares observaron que los integrantes poseían armas AK-47 el cual es un arma de uso ilegal en el salvador que no es de uso de la Fuerza Armada ni de la Policía al principio creyeron que eran policías pero no fue hasta que el grupo confirmó ser de exterminio fue donde familiares entregaron 20 mil dólares para que lo liberaran a lo cual los paramilitares asesinaron de 2 disparos a Jared, los hechores huyeron con el dinero y algunos teléfonos celulares con rumbo desconocido, El Segundo homicidio ocurrió el día 9 de enero de 2020, para ir a asesinar al profesor Pedro Antonio Portillo Campos, el grupo de exterminio utilizó dos carros un pick up negro rentado y una camioneta roja, propiedad de uno de los paramilitares para trasladar a los 13 asesinos, entre los cuales iban varios policías, incluyendo el colaborador.
3 policías usaron uniformes camuflados, similares a los que usan los Jaguares del grupo de elite (Unidad Táctica Especial Policial, UTEP), siete más se vistieron con uniformes policiales respectivos y tres más con uniformes militares, Gerardo Polío Rivera, era el encargado de guiarlos hasta la casa de la víctima cuando llegaron rodearon las dos casas que hay en el inmueble verificaron si había gente en su casa y dijeron que eran policías los familiares abrieron la puerta de su casa, en la sala había tres mujeres y dos hombres, incluyendo Pedro Antonio uno de los paramilitares les dijo que llevaban orden de allanamiento porque tenían información que en esa casa había armas de fuego ilegales, cuatro paramilitares ingresaron a la vivienda sin orden judicial respectiva incluyendo el policía Rivas López, preguntando si tenían armas de fuego y prendas valiosas a lo cual respondieron que no poseían armas ni dinero, pero una de las familiares tuvo que accederle a entregarle dinero y algunas joyas a cambio de que no asesinaran a su familiar, entregaron sus pertenencias a uno los paramilitares mientras los demás miembros hicieron requisas en todas las habitaciones de la vivienda del profesor a lo cual no hallaron nada más, algunos miembros del grupo se comunicaron con el puesto policial de San Rafael Oriente pero un familiar dijo que no lo hicieran a lo cual ellos respondieron que solo estaban cumpliendo con la ley tras haber registrado la vivienda los paramilitares se llevaron las pertenencias de los familiares Pedro Campos fue arrestado y posteriormente trasladado en una camioneta hacia una quebrada desolada de la zona donde lo asesinarían a tiros huyendo rápidamente del lugar tras estos hechos los paramilitares usarían el dinero y las joyas para venderlos como financiamiento a sus actividades clandestinas y en busca de sus otras víctimas.

## Otros Escuadrones de la Muerte

### Ligas Rojas
A principios del siglo XX ya existían actividades Paramilitares en El Salvador, se oye mencionar el caso de Las Ligas Rojas que funcionó como un escuadrón de la muerte creado durante la Dinastía Meléndez Quiñones creado en 1918 y disuelto en 1927 con la llegada de Pio Romero Bosque a la presidencia este escuadrón fue dirigido por el presidente Alfonso Quiñonez Molina entre 1918 a 1927, este escuadrón de la muerte a la vez funciono como un sindicato de trabajadores a fines de la Dinastía Meléndez Quiñonez para hacerle frente a las actividades de la oposición, y huelgas laborales se cree que este grupo paramilitar estaba ligado a la izquierda para la manipulación de los trabajadores debido a la inexistencia de los sindicatos en El Salvador, también actuó como resistencia ante las elecciones de 1923, a este escuadrón de la muerte se le conoció en su actuar a principios de 1921 y  finales de 1922, con la Masacre de la Navidad de 1922 donde un grupo de mujeres fue reprimido debido a que apoyaban la candidatura de Miguel Tomas Molina opositor a la Dinastía Meléndez Quiñonez, también según historiadores a mediados de 1921, un grupo de estudiantes, trabajadores gubernamentales y vendedores informales fueron reprimidos debido al alto costo de la vida que sufría la población civil lo cual resultó con 12 personas fallecidas y 10 guardias nacionales fallecidos.

### Guardias Cívicas
Para el periodo militar iniciado con la presidencia del General Maximiliano Hernández Martínez, organizó personalmente la defensa, designando al mando de las operaciones al general Tomas Calderón. En la capital se organizó la Guardia Cívica, estaba formada por voluntarios de la clase alta y media al mando del coronel José Asencio Menéndez y esta serviría para mantener el orden en las ciudades, este Escuadrón de la Muerte actuó durante el Levantamiento Campesino en 1932, acabando con 25 000 víctimas.

### Organización Democrática Nacionalista
Para las décadas de los 60's y 70's se creó un grupo paramilitar que se encargaría de vigilar a la oposición, con los gobiernos del Partido de Conciliacion Nacional PCN se creó La (Organización Democrática Nacionalista) como instrumento de vigilancia anticomunista, este fue creado durante el periodo del expresidente Julio Adalberto Rivera junto con José Alberto Medrano que fungió como director de la Guardia Nacional, ORDEN hacía parte de la Guardia Nacional, la organización estaba integrada por una red de informantes activos en el campo, que mantenían informados a los comandantes locales y a la Guardia Nacional sobre las actividades políticas en los pueblos, según cálculos, entre 50.000 y 100.000 personas en el campo habrían sido miembros de esta organización, la información obtenida por medio de la red de ORDEN era suministrada al Servicio Nacional de Inteligencia o SNI (convertido posteriormente en la Agencia Nacional de Seguridad Salvadoreña, ANSESAL), una parte de los miembros de ORDEN estaba armada y disponía de un carnet de miembro que garantizaba un tratamiento suave por parte de los miembros de los servicios de seguridad. Ser miembro de ORDEN daba además determinadas ventajas, como el acceso a créditos, por esta razón, ORDEN era más que un simple servicio de inteligencia; se desarrolló como movimiento político que combinaba un discurso de democracia liberal y progreso con un violento anticomunismo. El movimiento existía ya antes de que se diese alguna rebelión armada con algún significado. a tan solo unos años antes de la Guerra contra Honduras, este escuadrón de la Muerte siguió funcionando durante la década de los 70's y a principios de los 80's a este grupo paramilitar se le vincula en su actuar en la Masacre del Río Sumpul ocurrida en 1980. en el Norte del Departamento de Chalatenango dejando un saldo de 300 víctimas.

### Defensas Civiles
Fue una organización paramilitar creada por el estado salvadoreño a inicios del conflicto armado en la década de los 80's  se cree que podría estar ligada a la misma ORDEN, las defensas civiles, defensas civiles patrióticas o patrulleros rurales como se conoce históricamente tenían como sus requisitos estar adherido orgánicamente al Ministerio de la Defensa portar un carne de identidad un curso especializado en infantería básica y portar un arma propiedad de la Fuerza Armada, según se desprende de las denuncias, actuaban como espías, investigadores, jueces y verdugos o en casos extremos, no importaba si el denunciado era un hijo de vecino o un propio familiar, a este grupo paramilitar se le vincula con los asesinatos de algunos integrantes de la orquesta Espíritu Libre que según se comenta los artistas iban en un microbús cuando recibieron impactos de bala dejando fallecidos, muchos creen que la guerrilla estuvo tras el ataque aunque el informe de la comisión de la verdad indica que fueron las defensas civiles las responsables del hecho, a este grupo se le vincula en el asesinato de un alcalde del Partido Demócrata Cristiano (PDC) Octaviano Pérez de 71 años de edad siendo atacado con arma blanca en su casa a eso de la madrugada y luego llevándose a la víctima para ejecutarlo un caso denunciado en 1992 tras los acuerdos de paz.

### Brigadas Patrióticas
Fue una organización paramilitar aliada con las defensas civiles conformados por estudiantes de la universidad de El Salvador como aspirantes a militares se formaron en el cuartel el zapote sus líderes más reconocidos es el líder y político Rodrigo Ávila del Partido Alianza Republicana Nacionalista.

### Agencia Nacional de Seguridad Salvadoreña
Fue un organismo de espionaje que estaba ligado a la ORDEN para la recopilación de información sobre las actividades opositoras y comunistas durante la década de los años 70 al principio se le conocía como Servicio Nacional de Inteligencia (SNI).

### Sombra Negra
Para la década de los años 90 tras la finalización de la Guerra Civil, surgió este grupo paramilitar que se encargaría de ejecuciones a maras y pandillas debido a que para finales de los 9o surgirían las primeras pandillas en el salvador tras las deportaciones que se dieron en Estados Unidos ya que durante los 80 muchos salvadoreños inmigraron ilegalmente durante la guerra civil, tras sufrir un proceso de culturización americana muchos inmigrantes aprendieron las costumbres de las pandillas estadounidenses cuando ocurrió la deportación el fenómeno de las pandillas y la delincuencia empezaron a dar sus frutos debido a que no se supo tratar este problema cuando se inició, fue así que la sombra negra se proclamó como un grupo de exterminio antipandillas nacido en San Miguel, en la actualidad este grupo sigue en funciones pero con fines desconocidos.

## Algunos grupos de los Escuadrones de la Muerte de El Salvador
- Asociación Patriótica Libertad o Esclavitud
- Acción Revolucionaria de Exterminio (ARDE)
- Agencia Nacional de Seguridad Salvadoreña (ANSESAL)
- Brigada Anticomunista Maximiliano Hernández Martínez
- Brigadas Patrióticas
- Brigada Anticomunista de Oriente (BACO)
- Brigada Anticomunista Salvadoreña (BACSA)
- Batallón 15 de Septiembre (Ligado a la Guardia Nacional)
- Batallón Pantera
- Batallón Tigres
- Defensas Civiles[10]
- Frente Político Anticomunista
- Frente Amplio Nacional (FAN)
- Fuerzas Armadas de Liberación Anticomunista – Guerra de Eliminación – (FALANGE)
- Fuerzas Patrióticas de Defensas Civiles
- Frente Anticomunista para la Liberación de Centroamérica (FALCA)
- Grupo de exterminio social
- Guardias Cívicas (hasta 1944)
- Legión del Caribe
- Paz o Muerte
- Escuadrón de la Muerte o EM -[11]
- Organización para la Liberación del Comunismo
- Organización Democrática Nacionalista (ORDEN) (hasta 1980)
- Unión Guerrera Blanca (Mano Blanca)
- Sombra Negra